# Oscar von Sydow
Oscar Fredrik von Sydow (Kalmar, comtat de Kalmar, Småland, 12 de juliol de 1873 - Drottningholm, Lovön, comtat d'Estocolm, 19 d'agost de 1936), polític suec, primer ministre del seu país entre el 23 de febrer i el 13 d'octubre de 1921.
Era fill de Henrik August von Sydow, un secretari judicial, i de Euphrosyne Maria Modin. Va néixer en Kalmar, però es va criar a Norrland. En 1890, va aprovar el seu examen de maduresa i va entrar a estudiar Dret en la Universitat d'Upsala. En 1894, es va graduar amb un grau en servei civil.
El 1906, von Sydow va ser designat sotssecretari d'Estat en el Ministeri d'Administració Pública, i el 1911 es va convertir en el governador del comtat de Norrbotten. Durant els governs de Hjalmar Hammarskjöld i Carl Swartz (1914 - 1917), va ser ministre d'Administració Pública, període durant el qual va establir la Comissió d'Atur (arbetslöshetskommissionen). Entre 1917 i 1934 va ser governador de Gotemburgo i del comtat de Bohus.